# Mariusz Modracki
Mariusz Modracki (ur. 3 października 1963) – polski piłkarz występujący na pozycji pomocnika, trener piłkarski.

## Życiorys
Wychowanek LZS Wójcin. Był także juniorem Zawiszy Bydgoszcz, z którym w 1981 roku zdobył mistrzostwo Polski juniorów. W 1982 roku został włączony do pierwszego zespołu Zawiszy. W 1989 roku awansował z klubem do I ligi. W najwyższej polskiej klasie rozgrywkowej zadebiutował 30 lipca 1989 roku w wygranym 1:0 meczu ze Śląskiem Wrocław, w którym zdobył również bramkę. W sezonie 1989/1990 zajął z bydgoskim klubem czwarte miejsce w lidze. Ogółem wystąpił w 94 meczach I ligi, zdobywając 14 goli. W Zawiszy zdobył łącznie 72 bramki, będąc najlepszym strzelcem w historii klubu. W styczniu 1993 roku został piłkarzem Górnika Konin. Następnie wyjechał do Stanów Zjednoczonych. Tam w 1995 roku rozegrał 15 meczów w występującej w lidze CISL drużynie Pittsburgh Stingers. W latach 1997–1999 był zawodnikiem Brdy Bydgoszcz.
Po zakończeniu kariery zawodniczej uzyskał uprawnienia trenerskie UEFA A. Prowadził takie zespoły, jak Unia Janikowo, Sparta Brodnica (spadek do IV ligi), Wisła Nowe, Pomowiec Kijewo Królewskie, Zawisza Bydgoszcz i Wda Świecie. Prowadził także reprezentacje Kujawsko-Pomorskiego ZPN i GOSSM Bydgoszcz.

## Statystyki ligowe
| Sezon         | Klub                | Liga     | Mecze | Gole |
| ------------- | ------------------- | -------- | ----- | ---- |
| 1981/1982     | Zawisza Bydgoszcz   | II liga  | 2     | 0    |
| 1982/1983     | Zawisza Bydgoszcz   | III liga | ?     | ?    |
| 1983/1984     | Zawisza Bydgoszcz   | III liga | ?     | ?    |
| 1984/1985     | Zawisza Bydgoszcz   | II liga  | 29    | 7    |
| 1985/1986     | Zawisza Bydgoszcz   | II liga  | 29    | 5    |
| 1986/1987     | Zawisza Bydgoszcz   | II liga  | 29    | 11   |
| 1987/1988     | Zawisza Bydgoszcz   | II liga  | 29    | 13   |
| 1988/1989     | Zawisza Bydgoszcz   | II liga  | 29    | 10   |
| 1989/1990     | Zawisza Bydgoszcz   | I liga   | 30    | 8    |
| 1990/1991     | Zawisza Bydgoszcz   | I liga   | 27    | 3    |
| 1991/1992     | Zawisza Bydgoszcz   | I liga   | 26    | 2    |
| 1992/1993 (j) | Zawisza Bydgoszcz   | I liga   | 11    | 1    |
| 1992/1993 (w) | Górnik Konin        | II liga  | 16    | 3    |
| 1995          | Pittsburgh Stingers | CISL     | 15    | 3    |